# Riserva naturale di Torrile e Trecasali

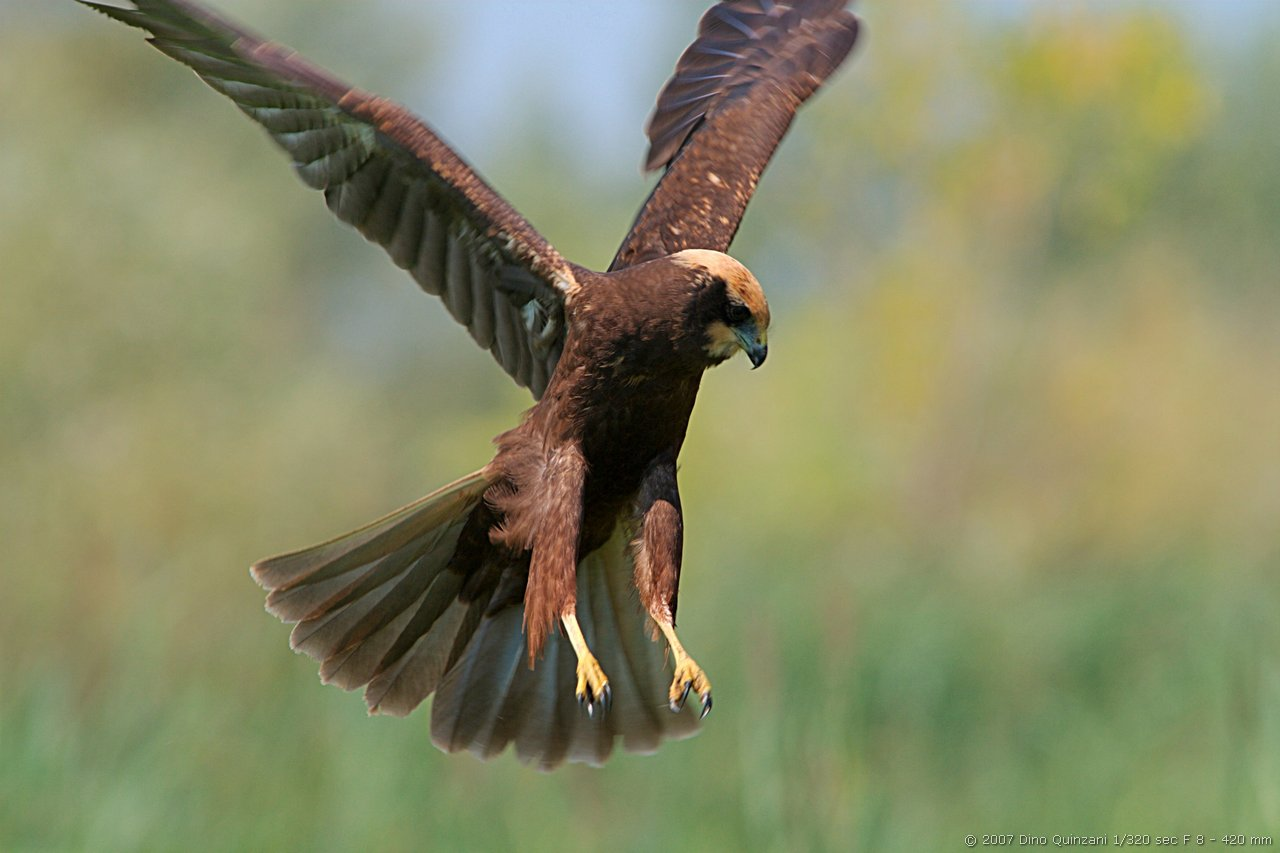
Un falco di palude in caccia nell'oasi

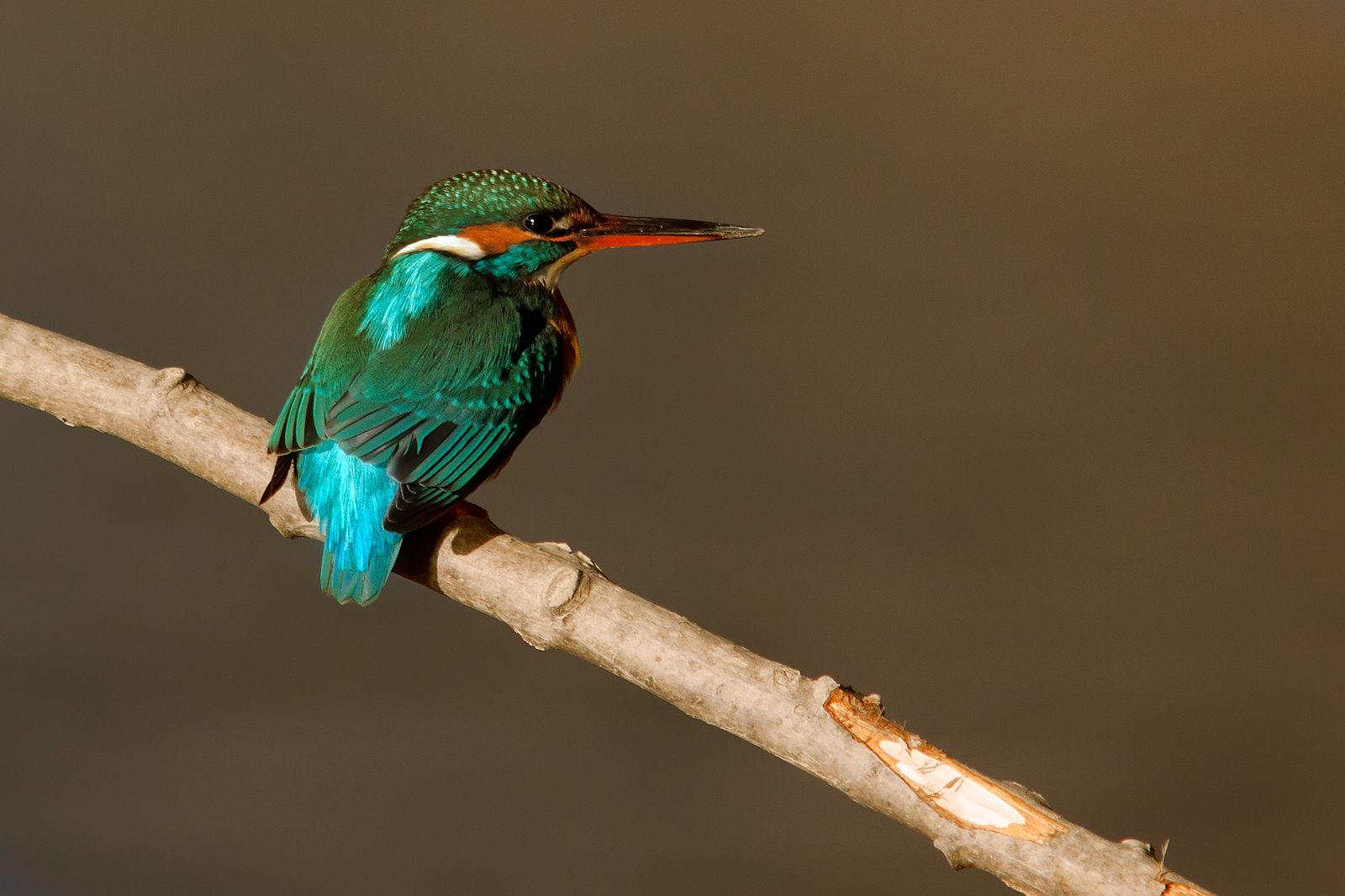
Un martin pescatore in posa nell'oasi

La Riserva naturale Torrile e Trecasali, nota in precedenza come Oasi LIPU Torrile, è una zona umida tutelata come area naturale protetta e gestita dalla Lega Italiana Protezione Uccelli (LIPU) situata nei comuni di Torrile e Sissa Trecasali, in Emilia-Romagna, tra i fiumi Po e Taro.

## Storia
Nel 1977 l'ornitologo Maurizio Ravasini osservò che una coppia di cavalieri d'Italia (Himantopus himantopus) stava tentando di nidificare in alcune vasche di lagunaggio dello stabilimento Eridania di San Quirico, nei pressi di Torrile; la specie allora era piuttosto rara nel territorio italiano e Ravasini, consapevole che i repentini cambiamenti del livello dell'acqua delle vasche non ne avrebbero favorito la nidificazione, propose ai dirigenti Eridania, in collaborazione con la delegazione parmense della Lega Italiana Protezione Uccelli (LIPU), la creazione di una riserva naturale adiacente allo zuccherificio. L'idea fu ben accolta dalla dirigenza dell'azienda, che collaborò attivamente alla creazione dell'oasi che fu realizzata tra il 1986 e il 1988 su un'area di otto ettari concessi dall'azienda stessa. All'inaugurazione prese parte il Ministro dell'ambiente Giorgio Ruffolo e per l'occasione furono liberati un airone rosso (Ardea purpurea) ed una spatola (Platalea leucorodia), curati nei centri recupero fauna selvatica dell'associazione.
Nel corso degli anni successivi l'oasi si espanse ulteriormente attraverso concessioni da parte di Eridania ed anche attraverso l'acquisto di un podere attiguo ai canali Lorno e Galasso. Nel 1997 la Provincia di Parma approvò l'istituzione dell'oasi faunistica con un'estensione complessiva di 282 ettari, che fu poi riconosciuta come Important Bird Area (IBA) e zona di protezione speciale (ZPS), venendo inserita nella Rete Natura 2000.
Nel 2010 la Regione Emilia-Romagna ha approvato l'istituzione di una riserva naturale regionale con un'estensione totale di 109 ettari, includendo i fontanili di Viarolo.

## Flora
Le acque dell'oasi accolgono la presenza di farnie, pioppi, ontani, salici e frassini. Si annoverano anche canne di palude e la tifa, mentre sott'acqua si estendono intricate selve di ceratofillo e millefoglie d'acqua.

## Fauna
Nell'oasi sono state censite oltre 250 specie di uccelli. Tra esse, quella sicuramente più importante è il cavaliere d'Italia, simbolo dell'oasi. È molto importante anche la colonia di aironi che è presente nell'area, composta da aironi cenerini, nitticore, sgarze ciuffetto, aironi bianchi maggiori, garzette. Si possono vedere anche aironi rossi, aironi guardabuoi alla ricerca di pesci e anfibi. 
Sono numerosi anche i cormorani e sono facili da avvistare le anatre, come il mestolone, l'alzavola, la marzaiola, il moriglione, il fischione, il fistione turco, la canapiglia, il codone, il germano reale, la moretta, la volpoca, la folaga, la gallinella d'acqua.
Sono comuni anche i limicoli come il beccaccino, il combattente, i chiurli, il piovanello pancianera, il piviere dorato. Nell'oasi sono comuni gli uccelli del bosco (picchi) e i passeriformi del canneto, oltre al martin pescatore. Da alcuni anni sono entrati a far parte della fauna acquatica anche gli ibis sacri. 

Essendo l'Oasi di Torrile su un'importante rotta migratoria, ci si può imbattere durante il periodo della migrazione  di molte specie di migratori, fra cui limicoli, mignattai e molte anatre.  

## Strutture ricettive
- Centro visite con sala didattica.
- Torre di avvistamento
- Sentieri in terra battuta, accessibili ai disabili, che portano ai capanni di osservazione corredati da indicazioni riguardanti la flora, la fauna e i punti naturalistici più importanti.

La riserva è visitabile il giovedì, il sabato e la domenica, L'orario di apertura è dalle 9 alle 17.